# Myrna Smith
Myrna Smith (28 de maio de 1941 - 24 de dezembro de 2010) foi uma compositora e cantora estadunidense, que co-escreveu muitas das canções do álbum solo de Carl Wilson de 1981, bem como algumas das músicas do seu álbum de 1983.. Ela pode ser vista participando do grupo The Sweet Inspirations, um dos vocais de apoio nos espetáculos de Elvis Presley gravados em Las Vegas em 1970 para o documentário Elvis: That's the Way It Is. 